# Penikufesin
Penikufesin es el nombre del tercer EP de la banda Anthrax. Fue lanzado en agosto de 1989 por Megaforce Records/Island Records en Europa y Japón, y hasta abril del 2007 nunca había sido lanzado en Estados Unidos o en Canadá. El EP incluye la canción "Now It's Dark" (del disco State of Euphoria), la versión en francés del grupo Trust "Antisocial", "Parasite" (Kiss), "Le Sects" (Trust) y "Pipeline", una canción de surf rock originalmente del grupo The Chantays.

## Curiosidades
- Las últimas 3 canciones del ¨EP¨ aparecen en el compilado Attack of the Killer B's.
- El disco se llama Penikufesin porque hace referencia a la canción Efilnikufesin (N.F.L) del disco Among the Living.

## Canciones
1. "Now It's Dark" (Anthrax) – 5:34
2. "Antisocial ( Version francesa)" (Trust) – 4:26
3. "Friggin´in the Riggin" (Tradicional por Sex Pistols líricas por Anthrax) – 5:18
4. "Parasite" (Kiss) – 3:14
5. "Sects" (Trust) – 3:06
6. "Pipeline" (The Chantays) – 3:00

## Personal
- Joey Belladonna – Vocales
- Dan Spitz – Guitarra líder
- Scott Ian – Guitarra rítmica, Vocales
- Frank Bello – Bajo, Vocales
- Charlie Benante – Batería